# Charles Théodore Gérold
Pour les articles homonymes, voir Gérold.
Ne doit pas être confondu avec Théodore Gérold.
Charles Théodore Gérold, né le 16 juin 1837 à Mulhouse (Haut-Rhin) et mort le 27 juin 1928 à Strasbourg (Bas-Rhin), est un pasteur et théologien protestant alsacien, engagé et francophile.

## Biographie
Fils et petit-fils de pasteur, Charles Théodore Gérold suit des études de théologie à Strasbourg qui l'amèneront à être docteur en théologie et ès lettres. En 1864, il est nommé vicaire des pasteurs Jean-Frédéric Bruch et Geoffrey Durrbach à l'église Saint-Nicolas de Strasbourg. Devenu pasteur en 1870, il en présidera le consistoire à partir de 1877. Il est également membre du chapitre de Saint-Thomas qu'il dirige à de nombreuses reprises.
Protestant libéral, il édite entre 1867 et 1891 l'hebdomadaire Le Progrès religieux avec Albert Schillinger et Alfred Kaufmann. Il crée avec Schillinger l'Union protestante libérale qui organise de nombreuses conférences. Il devient une figure de proue du protestantisme strasbourgeois grâce à l'influence de ces conférences.
Ferdinand Buisson l'invite à rédiger la définition du protestantisme dans son Dictionnaire de pédagogie et d'instruction primaire (1887). Parmi les nombreuses pages dans lesquelles il détaille sa religion, il écrit ces quelques mots : « Le protestantisme proclame, d'une part, le droit de l'individu à l'instruction et à l'éducation morale et religieuse, et, d'autre part, l'obligation de la société à ses différents degrés (famille, commune, Église et État) de pourvoir à l'éducation et à l'instruction de tous ses membres. [...] L'enfant est appelé à devenir un homme, un citoyen et un chrétien ».
Pendant la période de l'annexion de l'Alsace par l'Allemagne, il fait preuve d'un engagement francophile qui se traduit dans ses nombreux discours. Professeur, il refuse d'entrer dans la nouvelle université impériale, la Kaiser-Wilhelms-Universität. Il quitte donc ses fonctions en 1872. Pour avoir entre autres rendu visite aux blessés français en 1915, il est démis de ses fonctions et condamné à un mois de prison, peine jamais effectuée.  En 1919, à la suite de la Première Guerre mondiale et du retour du territoire alsacien en France, il est nommé à la commission directoriale chargée de la réorganisation de l'Église d'Alsace et participe également au renouveau de la Faculté de théologie protestante. Ces événements lui valent d'être fait chevalier de la Légion d'honneur cette année-là.
À la fin de sa vie, il est le doyen des pasteurs de France en activité.
Il épouse l'artiste-peintre et aquafortiste Henriette Élise Bruch, dite Élise Gérold (1836-1912), dont certaines des œuvres sont exposées au Musée d'art moderne et contemporain de Strasbourg. Elle est la fille du doyen de la Faculté de théologie Jean-Frédéric Bruch. Ils ont trois enfants : le musicologue, théologien et pasteur à Allenwiller Théodore Gérold (1866-1956), Marie Élise Gérold (1867-1934), elle aussi artiste-peintre, et Charles Frédéric. Charles Théodore Gérold est inhumé au cimetière Sainte-Hélène de Strasbourg avec sa femme et sa fille.

## Œuvres
Il est l'auteur de plusieurs publications remarquées en français et en allemand, parfois sous le simple nom de Théodore Gérold. Il publie des biographies d'Édouard Reuss (1892) – dont il fut l'élève – et de Jean-Frédéric Bruch.
Il consacre l'une de ses thèses, Duplessis-Mornay et son influence politique sur l'église réformée de France, à Philippe Duplessis-Mornay (1861). Suivront deux thèses sur le père du protestantisme Luther : Luther considéré comme exégète (1866) et De Justificatione per fidem quid M. Lutherus senserit demonstratur (1867).
Il écrit un ouvrage sur La Faculté de théologie protestante et le Séminaire protestant de Strasbourg (1923),. Il publie également quelques ouvrages de vulgarisation, comme Die Bibel (1876).
Geschichte der Kirche St. Niklaus in Strassburg (1904) met en valeur son travail de recherche sur l'église Saint-Nicolas.

## Hommages
Une rue de Strasbourg, dans le quartier du Neuhof, porte son nom (rue du Pasteur Gérold).